# Mintenburg
Mintenburg ist ein Ortsteil der Gemeinde Sandbostel im Landkreis Rotenburg (Wümme) in Niedersachsen.

## Geographie

### Geographische Lage
Der Ortsteil Mintenburg liegt im Nordwesten der Gemeinde Sandbostel an der Grenze zu Gnarrenburg und dessen Ortsteil Klenkendorf. Heinrichsdorf liegt etwa 2 km nordöstlich von Heinrichsdorf, 8 km östlich von Brillit, etwa 2,5 km südlich von Klenkendorf und Minstedt sowie ca. 6 km westlich von Deinstedt. Durch das Ortsgebiet verläuft die „Mintenburger Straße“, welche in die Kreisstraße 148 (Augustendorf–Sandbostel) mündet.

### Gewässer
Durch Mintenburg verläuft die Oste. Hinter dem örtlichen Friedhof gelegen an einer größeren Wiese, befinden sich eine provisorische Anlegestelle sowie eine Art Badestelle. Die Badestelle weist einen etwa 6 m langen Strand und flaches Wasser auf (bei Mitte des Flussbetts etwa kniehoch) und beginnt hinter einer Kurve der Oste, an der das Wasser selbst noch recht tief ist.

## Geschichte
Mintenburg selbst war um das 17. Jahrhundert ein adeliger Hof. Es wird angenommen, dass Mintenburg ein Sitz der im Jahr 1230 auftretenden Familie von Müntenstede war.

### Namensgebung
Als Namensursprung wird Münte, Münd von der Kurzform von Mundolf angenommen.